# Blikvanger

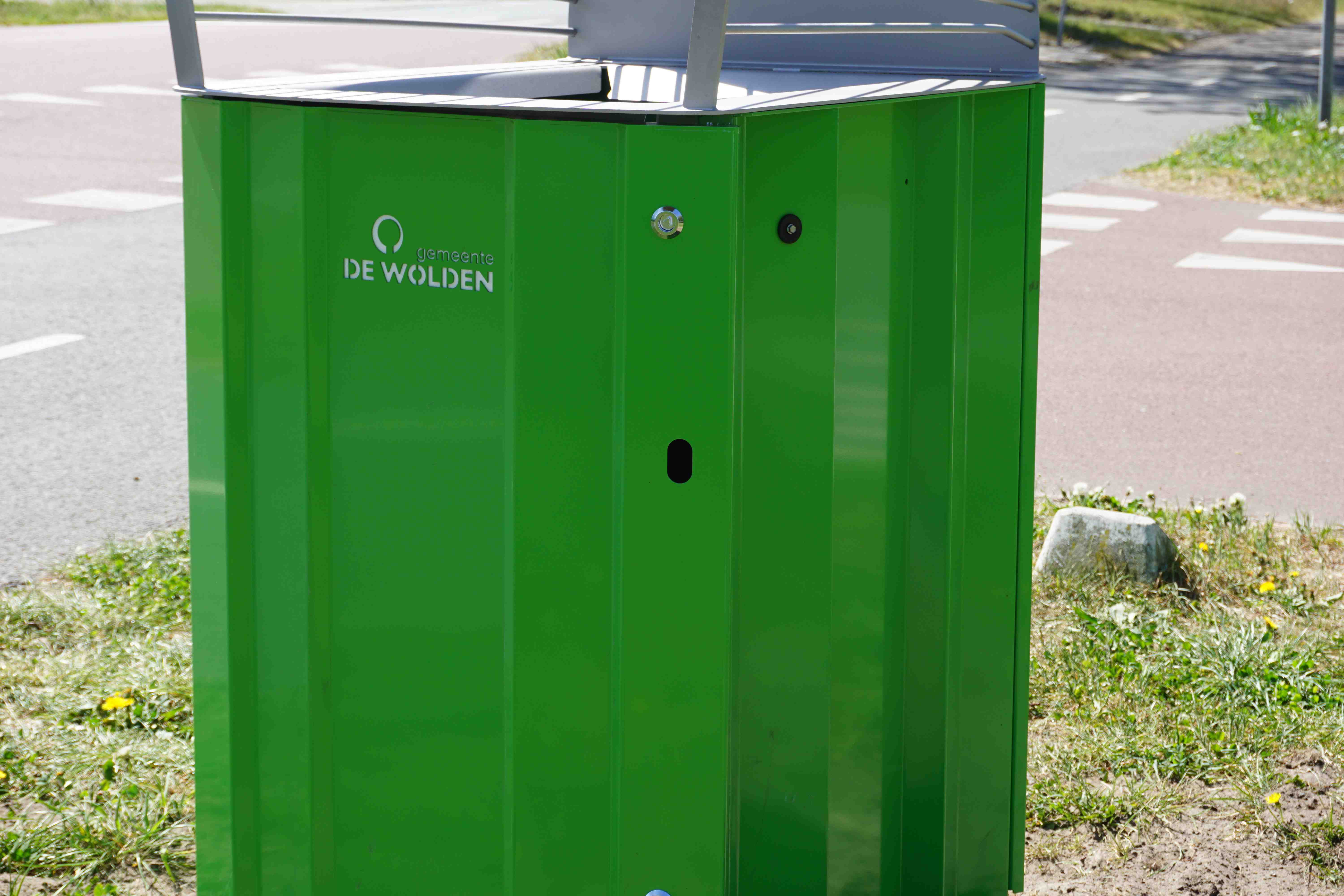

Een blikvanger is een type afvalbak in de openbare ruimte of naast het fietspad langs "snoeproutes" bij scholen, om zwerfafval te voorkomen. Door het ontwerp van deze afvalbak kunnen verkeersdeelnemers vanaf de fiets afval weggooien zonder te hoeven vertragen. De naam blikvanger is een woordspeling. In de oorspronkelijke betekenis is een blikvanger (de blik) iets dat aandacht trekt, deze afvalbak vangt lege blikjes (het blik).
In Denemarken bestaan er vergelijkbare gekantelde afvalbakken voor fietsers.

## Geschiedenis
De eerste generatie blikvangers hadden netten en deze werden in Urk gemaakt. Een sociale werkplaats in Emmeloord monteerde de netten in een stalen ring. Het ledigen van de blikvanger bleek echter moeilijk en de netten werden vaak door vandalen vernield. De blikvanger heeft door de jaren een ander uiterlijk gekregen en wordt veelal geledigd met een mini container "kliko". De ervaring leerde dat afval vaak rond een afvalbak lag in plaats van erin. Onderzoek wees uit dat men het prettiger vond om niet van de fiets af te hoeven stappen om het afval in de bak te deponeren.

## Afbeeldingen

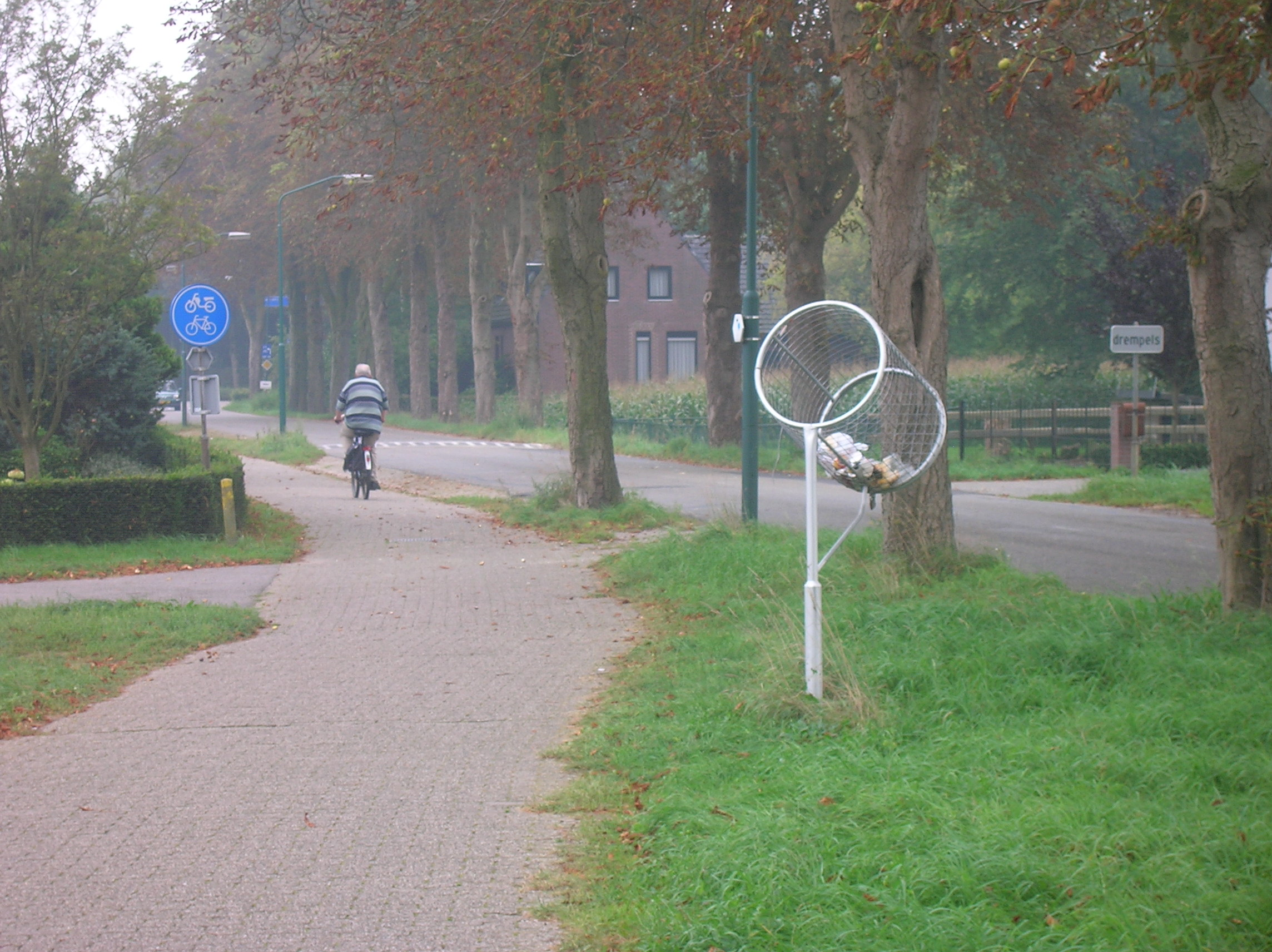
Blikvanger naast een fietspad
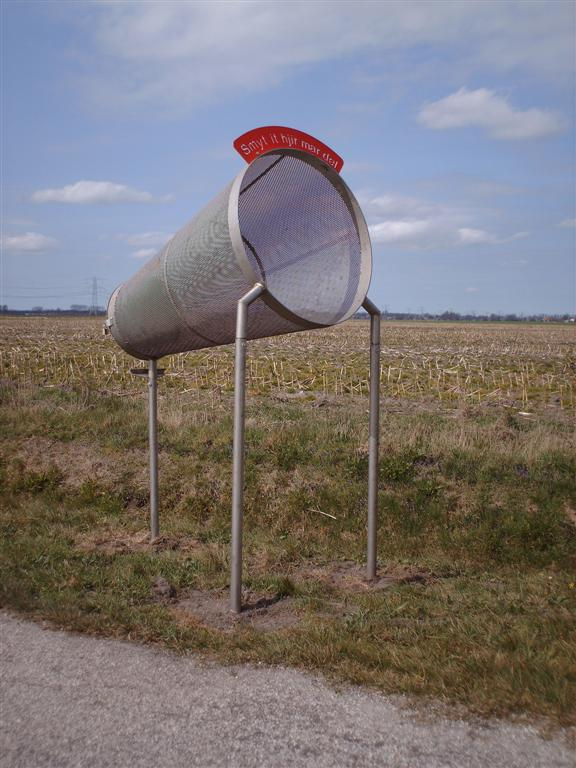
Blikvanger in Friesland
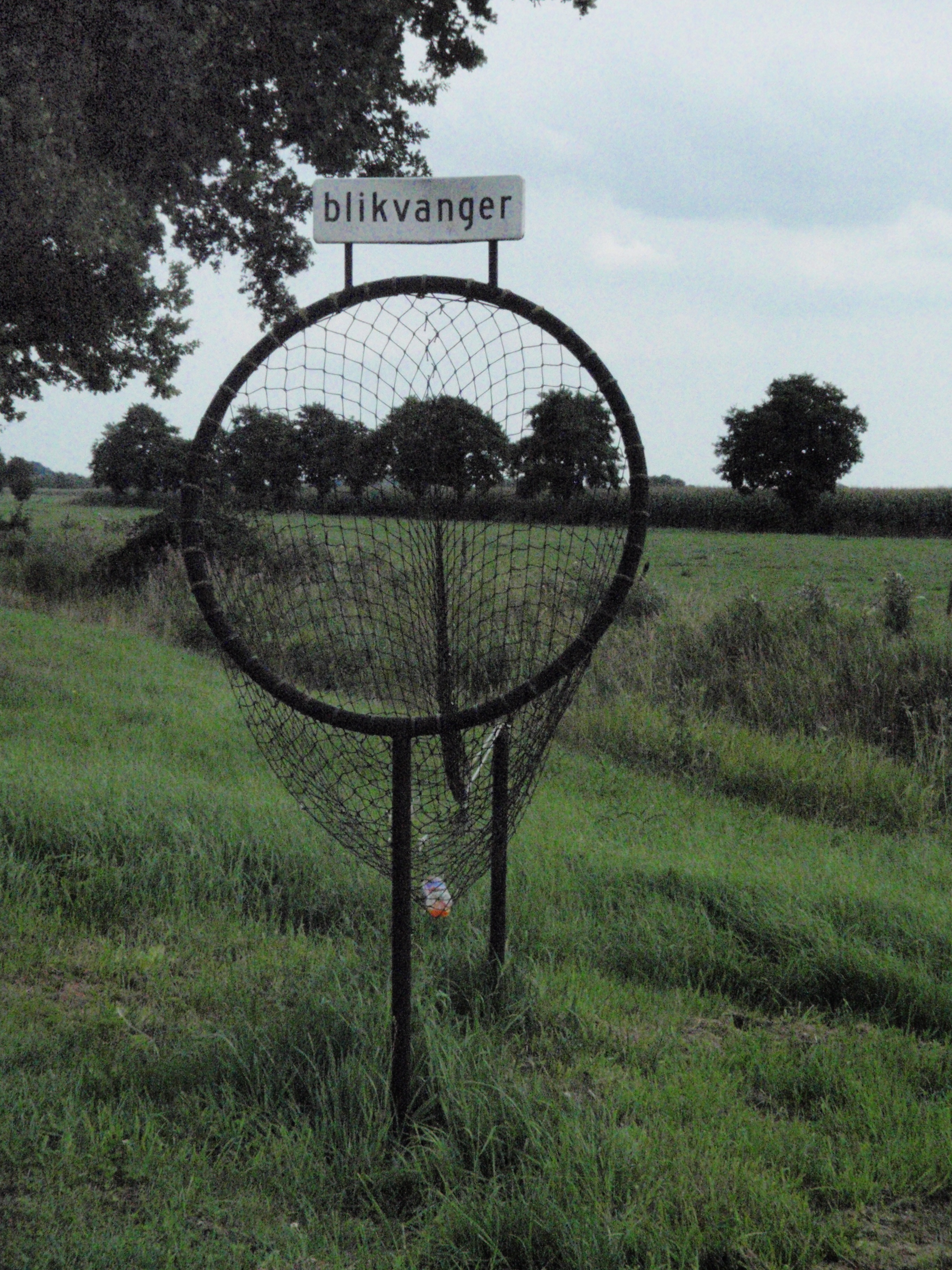
Blikvanger in Drenthe